# Ben l’Oncle Soul
Бен л’Онкль Соул (фр. Ben l'Oncle Soul; настоящее имя Бенджамин Дутерд) — французский соул-певец и композитор, родился 10 ноября 1984 году в древнем городке Тур (Эндр и Луара). Большой поклонник американского соула 60-70-х годов, артист возвращает слушателя на полвека назад, в мир, которым правили Рэй Чарльз и Джеймс Браун, Марвин Гэй и Стиви Уандер, где каждая новая пластинка лейбла Motown Records становилась событием. Однако главной ударной силой дебютного диска исполнителя стало всё же необычное прочтение гораздо более современной музыки — кавер-версия суперхита группы White Stripes «Seven Nation Army».

## Музыкальная карьера
Карьера музыканта на сцене началась в 2004 году, когда его пригласили войти в состав группы «Fitiavana Gospel Choir» в качестве вокалиста. Дебютный альбом коллектива «I Have a Dream» вышел в 2009 году. Пластинка представляла собой коллекцию из классических соул-песен на английском языке.
В том же году французское представительство легендарного лейбла Motown Records предложило Бену контракт на запись сольного альбома. К слову, свои первые пластинки здесь выпустили Майкл Джексон (Michael Jackson), Стиви Уандер (Stevie Wonder), Марвин Гэй (Marvin Gaye), Дайана Росс (Diana Ross), квартет Boyz II Men и другие мировые звезды. Сегодня лейбл входит в состав Universal Music Group.
Имидж и псевдоним Дутерде позаимствовал у бренда Uncle Ben’s, известного во всем мире продавца риса. Упаковки с крупой стали легко узнаваемыми на прилавках по изображению «дядюшки Бена» — пожилого афроамериканца в галстуке-бабочке. Музыкант проявил немного изобретательности, чтобы избежать обвинений в плагиате, так появилось новое имя на мировой музыкальной сцене — Ben l’Oncle Soul.
После выпуска демо «Soul Wash» (2009), составленного из кавер-версий известных песен, уже в мае 2010 года вышел полноформатный альбом исполнителя с идентичным его псевдониму названием «Ben l’Oncle Soul». Большинство песен здесь исполнены на родном языке. Вместе с оригинальными соул-композициями музыкант включил в альбом кавер на песню The White Stripes «Seven Nation Army», взорвавший французские хит-парады ещё после выпуска на демо. Этот рок-хит в новой версии соул-Бена стал заглавным, а дебютный диск исполнителя вошёл в ТОП-5 французского чарта альбомов.
Во время выступления на «North Sea Jazz Festival» 9 июля 2011 года в состав группы Бена вошли: Ульрих Адабуну (Ulrich Adabunu) (бэк-вокал), Кирилл Менс (Cyril Mence) (бэк-вокал), Жюльен Дуче (Julien Duchet) (саксофон и труба), Ронан Мазэ (Ronan Mazé) (тенор-саксофон), Кристоф Лардо (Christophe Lardeaux) (гитара), Гаэль Кадо (Gael Cadoux) (клавишные), Оливье Кароль (Olivier Carole) (бас-гитара) и Лоик Жерар (Loic Gérard) (ударные).
Второй день Сигета был открыт просто идеально и задал настрой на весь день. Подписант легендарного лейбла Motown, 27-летний француз Ben L’Oncle Soul выдал порцию отменного жизнеутверждающего фанка и соула, растанцевав, распрыгав и разулыбав (простите за идиотские термины, но так оно и было) толпу перед главной сценой. Сопровождающие его музыканты – как на подбор, виртуозы – выдавали потрясающие соло, сам Бен напропалую импровизировал и искрометно шутил, чем окончательно расположил к себе слушателей.
Также летом 2011 года Ben l’Oncle Soul открывал второй день одного из крупнейших музыкальный фестивалей в Европе Sziget, который проходит в Будапеште.
В январе 2012 года музыкант получил European Border Breakers Awards — престижную европейскую премию, которой каждый год отмечают новых талантливых музыкантов. А в марте 2012 года с успехом прошли первые гастроли Ben l’Oncle Soul в России: в петербургском клубе «Космонавт» и в концертном зале Крокус Сити Холл в Москве.